# 晋攻原之战
晋灭原之战發生於前635年（周襄王十七年、晋文公二年、鲁僖公二十五年），在晋文公攻灭原国（今河南省济源市西北）的作战。
原是周朝王室下的原氏采邑。前635年，周襄王因晋文公平定王子带叛乱有功，将原邑赐给晋国。原邑拒不从晋。同年冬天，晋文公命晋军备三日口粮，亲自率军攻原。晋军围原，三天没有攻下。晋文公计划撤兵，向诸侯显示其恪守信义。不久，文公又得到报告，知原伯正准备降晋，于是下令晋軍后撤三十里，以等待原邑归降。不久，原邑果然归降晋国。文公把原伯迁到晋国冀邑（今山西省稷山县北），任命赵衰为原大夫。